# Plivajući ježinac
Plivajući ježinac (lat. Sparganium natans,  sin. S. minimum), zeljasta močvarna biljka iz porodice rogozovki. Raširena je po velikim dijelovima Euroazije Uključujući Hrvatsku) i Sjeverne Amerike.
Obično se nalazi potopljena u plitkoj, mirnoj vodi. Plodovi su male zelene ili smeđe sjemenke. 

## Sinonimi
- Platanaria natans (L.) Gray
- Sparganium amplexicaulium D.Yu
- Sparganium axilare Raf.
- Sparganium flaccidum Meinsh.
- Sparganium gramineum Wallr.
- Sparganium minimum (L.) Fr.
- Sparganium minimum Wallr.
- Sparganium natans var. minimum L.
- Sparganium perpusillum Meinsh.
- Sparganium ratis Meinsh.
- Sparganium rostratum Larss.
- Sparganium septentrionale Meinsh.
- Sparganium tenuicaule D.Yu & L.H.Liu

## Galerija
- S. natans, Lake Martha, Utah.
- S. natans
- S. natans